# Mary Beard (antiquista)
Dame Winifred Mary Beard, DBE, FSA, FBA, FRSL (nascida em 1 de janeiro de 1955)  é uma estudiosa da roma antiga.
Ela é professora de estudos clássicos na Universidade de Cambridge, bolsista do Newnham College e professora de literatura antiga da Academia Real Inglesa. Ela é editora sobre os estudos clássicos do The Times Literary Supplement, onde também escreve o blog "A Don's Life". Suas frequentes aparições na mídia e, às vezes, declarações públicas controversas levaram-na a ser descrita como "a antiquista mais conhecida da Grã-Bretanha".
Beard foi nomeada Oficial da Ordem do Império Britânico (OBE) nas homenagens de Ano Novo de 2013 e Dama Comandante da Ordem do Império Britânico (DBE) nas homenagens de aniversário de 2018 por serviços prestados ao estudo das civilizações clássicas.
The New Yorker a define como "erudita, mas acessível".

## Vida pregressa
Mary Beard, filha única, nasceu em 1º de janeiro de 1955 em Much Wenlock, Shropshire. Sua mãe, Joyce Emily Beard, foi diretora de uma escola e  leitora entusiasmada.  Seu pai, Roy Whitbread Beard, trabalhou como arquiteto em Shrewsbury. Ela lembra-se dele como "um tipo rude de estudante público e um perdulário completo, mas muito envolvente".
Beard foi educada na Shrewsbury High School, uma escola para meninas Ela aprendeu poesia com Frank McEachran, que ensinava na vizinha Shrewsbury School. Também foi a inspiração para a escrita do personagem do professor Hector na peça de Alan Bennett, The History Boys. No verão, ela participava de escavações arqueológicas para ganhar dinheiro para pequenas despesas.
Aos 18 anos, ela fez o exame de admissão obrigatório e a entrevista para a Universidade de Cambridge, pleiteando uma vaga no Newnham College, uma faculdade unissexo. Ela havia considerado concorrer ao King's College, mas a faculdade não oferecia bolsas de estudo para mulheres.
No primeiro ano de Beard na Universidade, ela descobriu que alguns universitários mantinham atitudes desdenhosas em relação ao potencial acadêmico das mulheres, o que fortaleceu sua determinação de ter sucesso. Ela também desenvolveu percepções feministas que permaneceram "extremamente importantes" em sua vida posterior, embora mais tarde ela tenha descrito o "feminismo ortodoxo moderno" como parcialmente hipócrita. Beard citou The Female Eunuch de Germaine Greer, Política Sexual de Kate Millett e The Paper Bag Princess de Robert Munsch como influentes no desenvolvimento de seu feminismo pessoal.
Um de seus tutores foi a antiquista Joyce Reynolds.
Beard se formou em Cambridge com o grau de Bacharel em Artes (BA) e de acordo com a tradição, seu BA foi posteriormente promovido ao grau de Mestre em Artes (MA Cantab). Ela permaneceu em Cambridge para obter o grau de Doutor em Filosofia (PhD), que concluiu em 1982 com uma tese de doutorado intitulada A Religião do Estado no Final da República Romana: Um Estudo Baseado nas Obras de Cícero.

## Carreira
Entre 1979 e 1983, Beard lecionou estudos clássicos no King's College, em Londres. Ela voltou a Cambridge em 1984 como Fellow do Newnham College e a única professora do corpo docente de estudos clássicos. Rome in the Late Republic, que ela co-escreveu com o historiador de Cambridge Michael Crawford, foi publicado no ano seguinte.
John Sturrock, editor de estudos clássicos do The Times Literary Supplement, foi quem a convidou para atuar no jornalismo literário. Beard assumiu seu cargo em 1992 a pedido de Ferdinand Mount. Em 1994, ela fez sua primeira aparição na televisão em Weird Thoughts, realizado pela Open Media para a BBC.
Pouco depois dos ataques de 11 de setembro de 2001 ao World Trade Center, Beard foi um dos vários autores convidados a contribuir com artigos sobre o assunto para a London Review of Books . Ela escreveu que muitas pessoas, uma vez que "o choque passou", pensaram que "os Estados Unidos mereciam", e que "os valentões, mesmo que tenham o coração no lugar certo, acabarão pagando o preço." Em uma entrevista em novembro de 2007, ela afirmou que a hostilidade que esses comentários provocavam ainda não havia diminuído, embora ela acreditasse que o terrorismo estava associado à política externa americana. Nesse ponto, ela foi descrita por Paul Laity, do The Guardian, como "a antiquista mais conhecida da Grã-Bretanha".
Em 2004, Beard tornou-se professora de estudos clássicos em Cambridge. Ela atuou como Professora Visitante de Literatura Clássica em 2008–2009 na Universidade da Califórnia em Berkeley, onde proferiu uma série de palestras sobre "Riso Romano". Em 2007–2008, Beard foi a conferencista da Palestra Memorial Sigmund H. Danziger Jr. em Humanidades na Universidade de Chicago.
Em dezembro de 2010, na BBC Two, Beard apresentou Pompéia: Vida e Morte em uma Cidade Romana, submetendo os restos mortais da cidade a testes forenses, com o objetivo de mostrar um instantâneo da vida dos residentes antes da erupção do Monte Vesúvio em 79 d.C. Em 2011, participou da série de televisão Jamie's Dream School no Channel 4, na qual ensinou estudos clássicos a adolescentes sem experiência de sucesso acadêmico. Beard é uma colaboradora regular da série da BBC Radio 4, A Point of View, apresentando ensaios sobre uma ampla gama de tópicos, incluindo Miss Mundo e a entrevista de Oxbridge.
Para a BBC Two em 2012, ela escreveu e apresentou a série de televisão em três partes, Meet the Romans with Mary Beard, que trata de como as pessoas comuns viviam em Roma, "a primeira metrópole global do mundo". O crítico Adrian Anthony Gill, muitas vezes denunciado  por  comentários racistas, misógenos e homofóbicos, fez uma análise crítica do programa, escrevendo principalmente sobre a aparência de Beard (dentes, cabelo e roupas), julgando-a "feia demais para a televisão". Beard admitiu que seu ataque foi como um soco, mas rapidamente respondeu com um contra-ataque às suas habilidades intelectuais, acusando-o de fazer parte da "cultura vulgar que adora criticar as mulheres inteligentes".  Essa troca se tornou o foco de um debate sobre mulheres mais velhas no palco público, com Beard dizendo que ela parecia uma mulher comum de sua idade e "há crianças que ligam esses programas e veem que há outra maneira de ser mulher", sem Botox e tintura de cabelo. Charlotte Higgins avaliou Beard como uma dos raras acadêmicas que é muito respeitada por seus colegas e tem grande destaque na mídia.
Beard é conhecida por ser ativa no Twitter, que ela vê como parte de seu papel público como acadêmica. Beard foi alvo de consideráveis abusos online depois que apareceu no Question Time da BBC de Lincolnshire em janeiro de 2013 e lançou dúvidas sobre a retórica negativa sobre os trabalhadores imigrantes que viviam no condado. Ela afirmou seu direito de expressar opiniões impopulares e de se apresentar em público de uma forma que considerasse autêntica. Em 4 de agosto de 2013, ela recebeu uma ameaça de bomba no Twitter, horas depois do chefe do Twitter no Reino Unido ter pedido desculpas às mulheres que sofreram abusos na rede social. Beard disse que não achava que corria perigo físico, mas considerava assédio e queria "ter certeza" de que o caso tinha sido registrado pela polícia. Ela foi elogiada por expor "a mídia social em seu aspecto mais revoltante e misógino".
Em 2013, ela apresentou Calígula com Mary Beard, descrevendo a construção de mitos em torno de líderes e ditadores. Os entrevistadores continuaram a perguntar sobre sua aparência, e ela reiterou que não tinha intenção de passar por uma reformulação.
Em 14 de fevereiro de 2014, Beard proferiu uma palestra sobre a voz pública das mulheres no Museu Britânico como parte da série de palestras de inverno da London Review of Books. "Oh Do Shut Up, Dear!", Mostrado na BBC Four um mês depois, começou com o exemplo de Telêmaco, filho de Odisseu e Penélope, advertindo sua mãe a se retirar para seu quarto. O título da série de palestras alude à fala do primeiro-ministro David Cameron "Calma, querida!" ("Calm down, dear!") dita para uma Membra do Parlamento, que foi bastante criticada por seu viés sexista. Três anos depois, Beard proferiu uma segunda palestra para os mesmos parceiros, intitulada "Mulheres no poder", da Medusa a Merkel. Sua fala alertava para até que ponto a exclusão das mulheres do poder está culturalmente incorporada e como os idiomas da Grécia antiga ainda são usados para normalizar a violência de gênero. Ela argumentou que "não temos um modelo ou um padrão para a aparência de uma mulher poderosa. Só temos modelos que as tornam homens. "
Em dezembro de 2015, Beard foi novamente uma painelista no Question Time from Bath da BBC. Durante o programa, ela elogiou o líder do Partido Trabalhista, Jeremy Corbyn, por se comportar com "um considerável grau de dignidade" contra as acusações de uma mídia abertamente hostil. Ela disse: "Concordo muito com o que Corbyn diz e gosto de seu estilo diferente de liderança. Eu gosto de ouvir argumentos, não frases de efeito. Se o Partido Trabalhista está passando por um momento difícil, e tenho certeza de que é difícil estar lá, na verdade tudo pode ser bom. Ele pode estar mudando o partido de uma forma que tornaria mais fácil para pessoas como eu votar nele."
Em 2016, Beard apresentou Pompeia: Novos Segredos Revelados com Mary Beard na BBC One em março. Em maio de 2016, estrelou uma série em quatro partes exibida na BBC Two, intitulada Mary Beard's Ultimate Rome: Empire Without Limit.
Em 2017, Beard foi alvo de consideráveis abusos online depois que ela argumentou que a Grã-Bretanha romana era mais etnicamente diversa do que normalmente se supõe. A fonte da controvérsia foi um vídeo educacional da BBC retratando um soldado romano sênior como um homem negro, que Beard defendeu veementemente depois que o vídeo foi mal recebido. Seguiu-se, de acordo com Beard, “uma torrente de insultos agressivos sobre tudo, desde minha competência histórica e ponto de vista elitista da torre de marfim até minha idade, forma e gênero [extravagantemente velha, obesa, etc etc].” 
O documentário independente de Beard, Julius Caesar Revealed, foi exibido na BBC One em fevereiro de 2018. Em março, ela escreveu e apresentou "How Do We Look?" e "The Eye of Faith", dois dos nove episódios de Civilizations, uma reinicialização da série de 1969 de Kenneth Clark .
Em 5 de janeiro de 2019, Beard proferiu a palestra pública de aniversário de 150 anos da Sociedade de Estudos Clássicos.
Ela proferiu as Gifford Lecttures em maio de 2019 na Universidade de Edimburgo, sob o título 'O mundo antigo e nós: do medo e repulsa à iluminação e à ética'.

### Abordagem metodológica
O antiquista da Universidade de Chicago, Clifford Ando, descreveu a abordagem metodológica de Beard em seu livro SPQR: A History of Ancient Rome como tendo dois aspectos-chave. A primeira delas é a leitura das fontes antigas como documentos das atitudes, contexto e crenças de seus autores e da época que foram produzidas, e não como fontes confiáveis para os eventos que elas abordam. A outra é que ela argumenta que as histórias modernas de Roma devem ser contextualizadas nas atitudes, visões de mundo e propósitos de seus respectivos autores.

## Honras
- Membro da Society of Antiquaries (FSA) em 2005[61]
- Prêmio Wolfson de História (2009) para Pompéia: A Vida de uma Cidade Romana [62]
- Membro correspondente do Instituto Arqueológico da América em 2009[63]
- Membro da British Academy (FBA) em 2010[64]
- Membro da American Philosophical Society em 2012[65]
- Oficial da Ordem do Império Britânico (OBE) nas Honras de Ano Novo de 2013 por "serviços à bolsa de estudos clássica"
- Lista preferencial do National Book Critics Circle Award (Criticism) para Confronting the Classics (2013) [66]
- Medalha Bodley (2016) [67]
- Prêmio Princesa das Astúrias para Ciências Sociais (2016) [68]
- Grau honorário da University of St Andrews em 2013[69]
- Grau honorário da Universidade Charles III de Madrid em 2017[70]
- Grau honorário da Radboud University em 2018[71]
- Dama Comandante da Ordem do Império Britânico (DBE) nas homenagens de aniversário de 2018 por "serviços ao estudo das civilizações clássicas"

Em abril de 2013, ela foi nomeada Professora de Literatura Antiga da Royal Academy of Arts. Em 20 de maio de 2019, Beard recebeu um diploma honorário da Universidade de Yale.
Em 2018, uma figura Lego de Beard foi criada.

## Polêmica da Oxfam
Em resposta a uma reportagem no The Times sobre funcionários da Oxfam envolvidos em exploração sexual em zonas de desastre, Beard twittou "É claro que não se pode tolerar o (alegado) comportamento dos funcionários da Oxfam no Haiti e em outros lugares. Mas eu me pergunto como deve ser difícil sustentar os valores 'civilizados' em uma zona de desastre. E no geral ainda respeito aqueles que entram e ajudam, onde a maioria de nós não pisaria." Isso levou a críticas generalizadas, nas quais Mary Beard foi acusada de racismo. Em resposta, Beard postou uma foto dela chorando, explicando que ela havia sido submetida a uma "torrente de abusos" e que "Acho difícil imaginar que alguém aí possa pensar que estou querendo fechar os olhos ao abuso de mulheres e crianças ".

## Vida pessoal

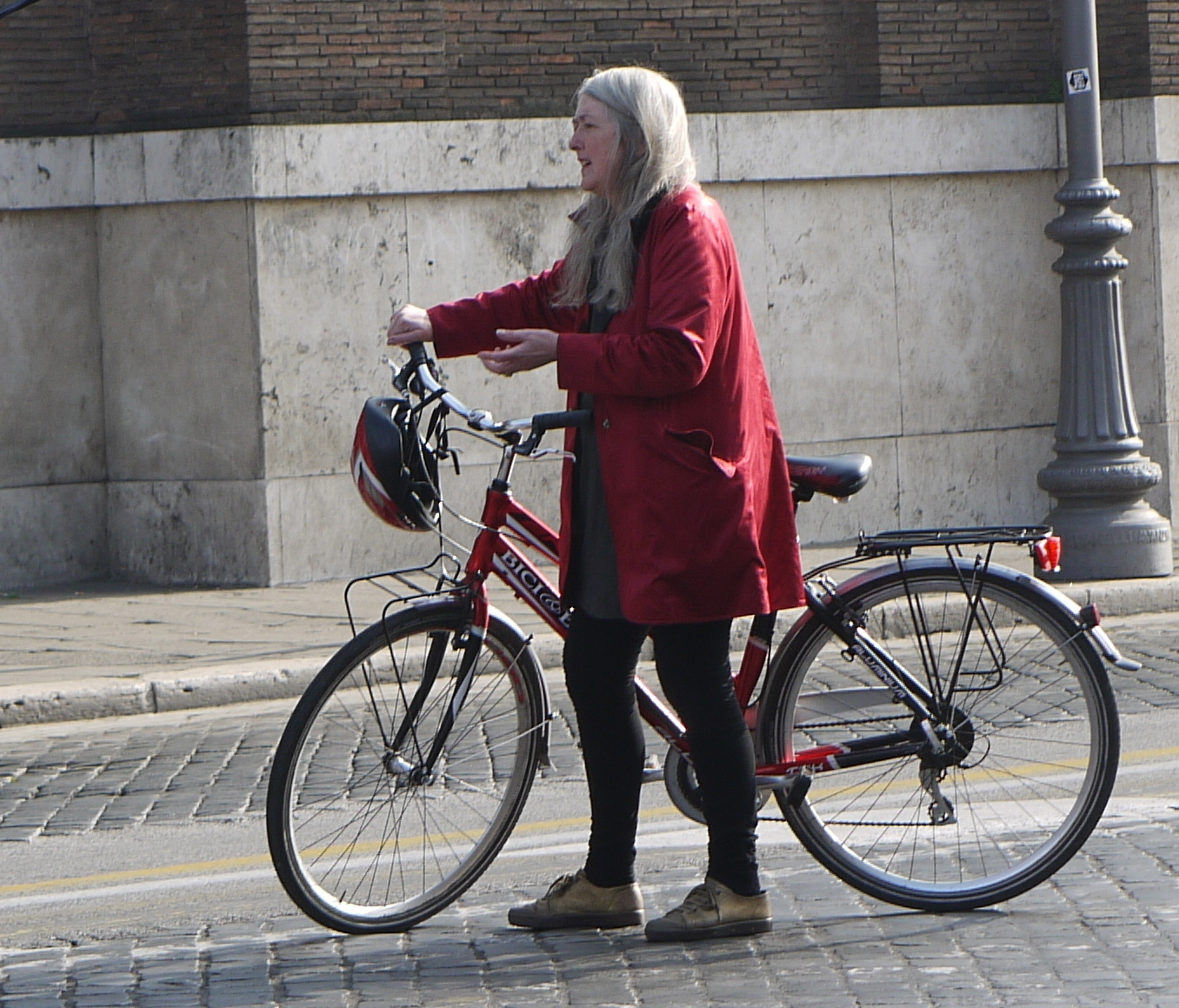
Beard filmando em Roma, 2012

Beard casou-se com Robin Cormack, um antiquista e historiador da arte, em 1985. Sua filha Zoe é uma historiadora do Sudão do Sul e seu filho Raphael é um estudioso da literatura egípcia.
Em 2000, Beard revelou em uma resenha que escreveu sobre um livro sobre estupro para a London Review of Books que ela também havia sido estuprada em 1978.
Seu blog, A Don's Life, recebeu cerca de 40.000 acessos por dia em 2013, de acordo com The Independent.
Em agosto de 2014, Beard foi uma das 200 figuras públicas signatárias de uma carta ao The Guardian expressando sua esperança de que a Escócia votasse para permanecer parte do Reino Unido no referendo de setembro sobre essa questão. Socialista, Beard descreve sua política como "esquerda independente orgulhosa", e foi membro do Partido Trabalhista até Tony Blair se tornar líder. Em julho de 2015, Beard endossou a campanha de Jeremy Corbyn nas eleições para a liderança do Partido Trabalhista. Ela disse: "Se eu fosse um membro do Partido Trabalhista, votaria em Corbyn. Na verdade, ele parece ter algum compromisso ideológico, o que poderia levar o Partido Trabalhista a pensar sobre o que ele realmente representa." Para as eleições gerais de 12 de dezembro de 2019, ela apoiou o candidato trabalhista de Cambridge, Daniel Zeichner.
Beard deve se aposentar em 2022 e iniciou um programa de bolsa de estudos como um "presente de aposentadoria" no valor de £ 80.000 para apoiar os estudos clássicos de dois alunos carentes em Cambridge.

## Livros
- Rome in the Late Republic (com Michael Crawford, 1985, revisado em 1999);ISBN 0-7156-2928-X
- The Good Working Mother's Guide (1989);ISBN 0-7156-2278-1
- Pagan Priests: Religion and Power in the Ancient World (como editor com John North, 1990);ISBN 0-7156-2206-4
- Classics: A Very Short Introduction (com John Henderson, 1995);ISBN 0-19-285313-9
- Religions of Rome (com John North e Simon Price, 1998);ISBN 0-521-30401-6 (vol. 1),ISBN 0-521-45015-2 (vol. 2)
- The Invention of Jane Harrison (Harvard University Press, 2000);ISBN 0-674-00212-1 (Sobre Jane Ellen Harrison, 1850–1928, uma das primeiras mulheres acadêmicas de carreira)
- Arte Clássica da Grécia a Roma (com John Henderson, 2001);ISBN 0-19-284237-4
- The Parthenon (Harvard University Press, 2002);ISBN 1-86197-292-X
- The Colosseum (com Keith Hopkins, Harvard University Press, 2005);ISBN 1-86197-407-8
- The Roman Triumph (Harvard University Press, 2007);ISBN 0-674-02613-6
- Pompéia : a vida de uma cidade romana (2008);ISBN 1-86197-516-3 (título nos EUA: The Fires of Vesuvius: Pompeii Lost and Found ; Harvard University Press)
- It's a Don's Life ( Profile Books, 2009);ISBN 978-1846682513
- All in a Don's Day (Profile Books, 2012);ISBN 978-1846685361
- Confronting the Classics: Traditions, Adventures and Innovations (Profile Books, 2013 / Liveright Publishing, 2013);ISBN 1-78125-048-0
- Laughter in Ancient Rome: On Joking, Tickling and Cracking Up (University of California Press, 2014);ISBN 0-520-27716-3
- SPQR: A History of Ancient Rome (Profile Books, 2015 / Liveright Publishing, 2015);ISBN 9780871404237
- Women & Power: A Manifesto (Profile Books, 2017 / Liveright Publishing, 2017);ISBN 978-1788160605
- Civilizations: How Do We Look / The Eye of Faith (Profile Books, 2018 / Liveright Publishing, 2018, publicado nos EUA como How Do We Look: The Body, the Divine, and the Question of Civilization ;ISBN 978-1781259993

## Livros em português
- Antiguidade Clássica. Uma Brevíssima Introdução, em co-autoria com John Henderson (Zahar, 1998). ISBN 978-8571104587
- Pompeia: A vida de uma cidade romana (Editora Record, 2016).
- SPQR: Uma história da Roma antiga (Crítica, 2017). ISBN 978-8542209402
- Mulheres e poder: Um manifesto (Crítica, 2018). ISBN 978-8542212372
- Doze Césares; Imagens do poder da Antiguidade aos nossos dias, Tradução: Pedro Elói Duarte  (Presença, 2023)
- Imperador de Roma  (Crítica, 2024). ISBN 978-9899103313